# José Luiz de Oliveira
José Luiz de Oliveira, genannt Zé Luiz, (* 16. November 1904 in Rio de Janeiro; † unbekannt) war ein brasilianischer Fußballnationalspieler.

## Laufbahn
Zé Luiz startete seine Laufbahn 1922 bei der Palestra Italia in São Paulo. Nach zwei Jahren wechselte er zum São Cristóvão AC, wo er 1926 unter Trainer Luís Vinhaes die Staatsmeisterschaft von Rio de Janeiro gewann.
Mit der brasilianischen  Nationalmannschaft nahm er neben seinen Vereinskameraden Alfredo Almeida Rego „Doca“ und Teóphilo Bettencourt Pereira an der ersten Weltmeisterschaft in Uruguay 1930 teil. Hier kam er beim 4:0-Sieg gegen Bolivien zum Einsatz. Im selben Jahr kam er noch zu zwei weiteren Länderspielen.
Offizielle Länderspiele
- 22. Juli 1930 gegen Bolivien, Ergebnis: 4:0 (Fußball-Weltmeisterschaft)
- 10. August 1930 gegen Jugoslawien, Ergebnis: 4:1
- 17. August 1930 gegen die USA, Ergebnis: 4:3

## Erfolge
São Cristóvão
- Staatsmeisterschaft von Rio de Janeiro: 1926